# Všetaty (okres Mělník)
Všetaty jsou městys v okrese Mělník ve Středočeském kraji. Rozkládají se asi třináct kilometrů jihovýchodně od Mělníka a sedm kilometrů východně od města Neratovice. Žije zde přibližně 2 500 obyvatel.

## Části obce
- Přívory
- Všetaty

## Historie
První písemná zmínka o obci pochází z roku 1255.
Od 10. října 2006 byl obci vrácen status městyse.

### Územněsprávní začlenění
Dějiny územněsprávního začleňování zahrnují období od roku 1850 do současnosti. V chronologickém přehledu je uvedena územně administrativní příslušnost obce v roce, kdy ke změně došlo:
- 1850 země česká, kraj Praha, politický okres Karlín, soudní okres Brandýs nad Labem[5]
- 1855 země česká, kraj Praha, soudní okres Brandýs nad Labem
- 1868 země česká, politický okres Karlín, soudní okres Brandýs nad Labem
- 1908 země česká, politický i soudní okres Brandýs nad Labem[6]
- 1939 země česká, Oberlandrat Mělník, politický i soudní okres Brandýs nad Labem[7]
- 1942 země česká, Oberlandrat Praha, politický i soudní okres Brandýs nad Labem[8]
- 1945 země česká, správní i soudní okres Brandýs nad Labem[9]
- 1949 Pražský kraj, okres Brandýs nad Labem[10]
- 1960 Středočeský kraj, okres Mělník
- 2003 Středočeský kraj, okres Mělník, obec s rozšířenou působností Neratovice

### Rok 1932
V městysi Všetaty (2030 obyvatel) byly v roce 1932 evidovány tyto živnosti a obchody:
- Instituce a průmysl: poštovní úřad, telefonní úřad, telegrafní úřad, četnická stanice, katol. kostel, sbor dobrovolných hasičů, 2 výroby cementového zboží, cihelna, elektrotechnický závod, 2 hospodářská družstva, pila, výroba obráběcích strojů Vorel, tesařský mistr, 3 zahradnictví, 3 zedničtí mistři, 16 vývozců zeleniny.
- Živnosti a služby: 2 lékaři, 3 autodopravci, bednář, biograf Sokol, cukrář, čalouník, obchod s dobytkem, drogerie, fotoateliér, hodinář, 3 holiči, 4 hostince, hotel Central, kamnář, knihkupec, kolář, 2 košíkáři, kovář, 2 krejčí, obchod s kůží, lékárna, malíř, půjčovna masek, modistka, obchod s obuví Baťa, 2 pekaři, plakátovací ústav, pohřební ústav, porodní asistentka, prádelna, nádražní restaurace, 3 řezníci, sedlář, 11 obchodů se smíšeným zbožím, Okresní hospodářská záložna v Brandýse n. L., Spořitelní a záložní spolek pro Všetaty, 3 obchody se střižním zbožím, 3 švadleny, 3 trafiky, 3 truhláři, 4 obchody s uhlím, zámečník, zubní ateliér, železářství.

Ve vsi Přívory (přísl. Dolní Přívory, Horní Přívory, 1120 obyvatel, Svaz pěstitelů zeleniny, samostatná obec se později stala součástí Všetat) byly v roce 1932 evidovány tyto živnosti a obchody: lékař, biograf Sokol, cihelna, elektroinstalace, galanterie, 4 holiči, 3 hostince, klempíř, kolář, 2 kováři, 2 krejčí, malíř, 3 mlýny, 2 obuvníci, nakládání a vývoz okurek, pekař, pokrývač, řezbář, řezník, 5 obchodů se smíšeným zbožím, Spořitelní a záložní spolek pro Přívory, stavební družstvo rodinných domků, 2 švadleny, trafika, 2 truhláři, zahradnictví, zámečník, 5 vývozců zeleniny.

## Pamětihodnosti
- Kostel svatého Petra a Pavla
- Památník Jana Palacha
- Přírodní rezervace Všetatská černava
- Hasičské muzeum Florián

## Osobnosti
- Jan Palach (1948–1969) – student, který se na protest proti cenzuře a pasivnímu přístupu veřejnosti po okupaci Československa armádami států Varšavské smlouvy upálil[13]
- Miroslav Slach (1919–2001) – prozaik a dramatik, učitel a ředitel zdejší školy

## Galerie

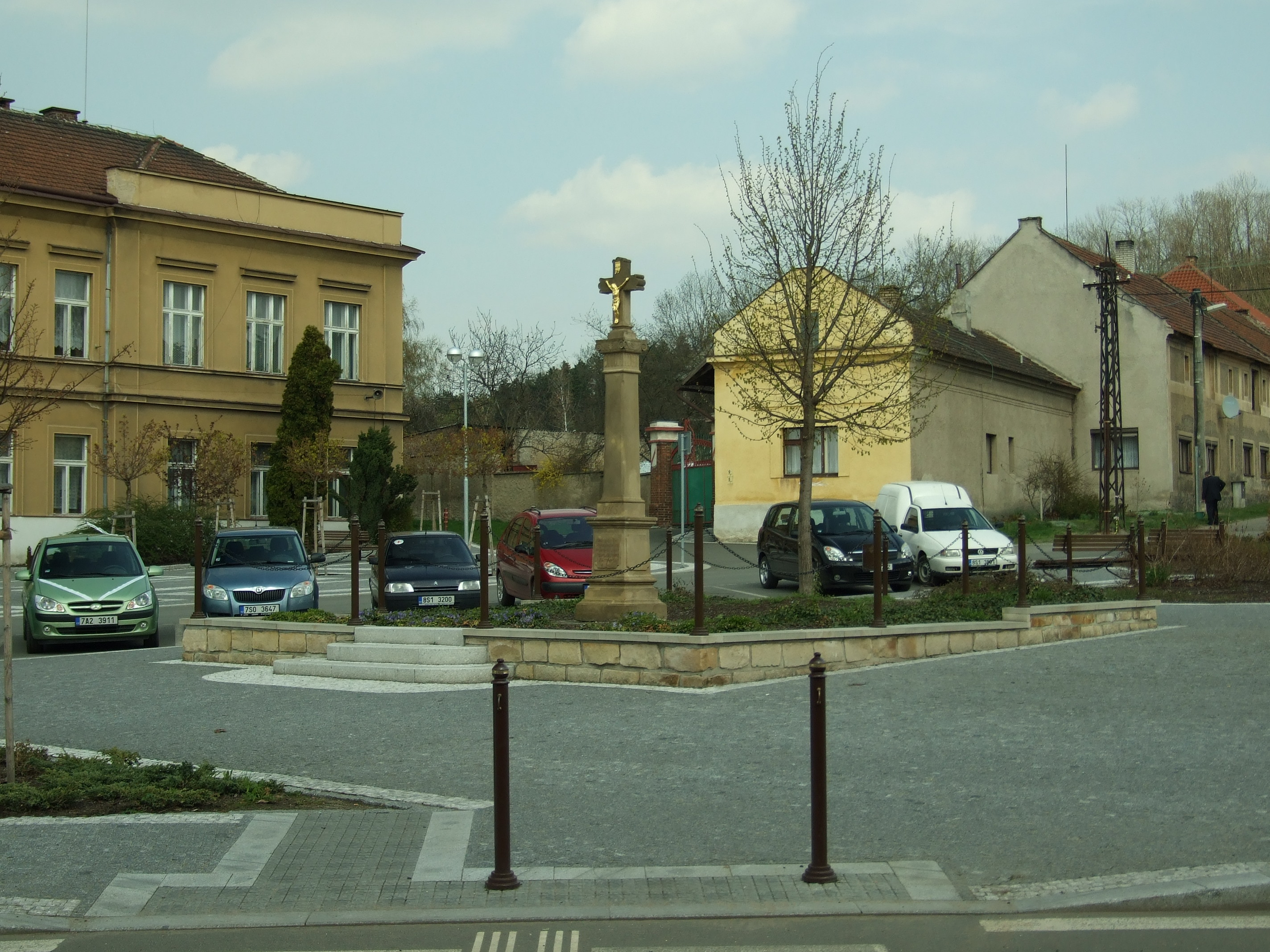
Kříž na náměstí
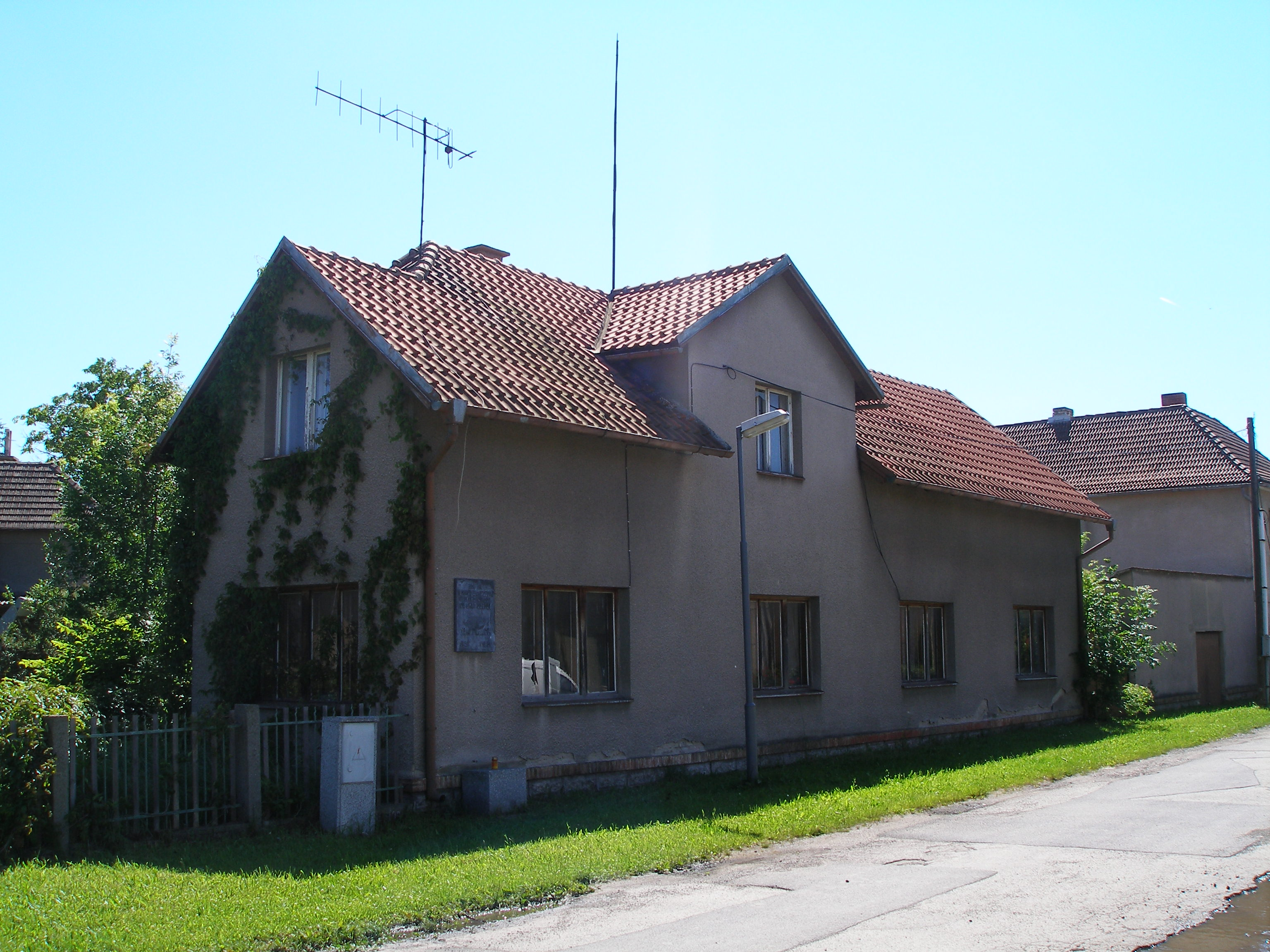
Rodný dům Jana Palacha
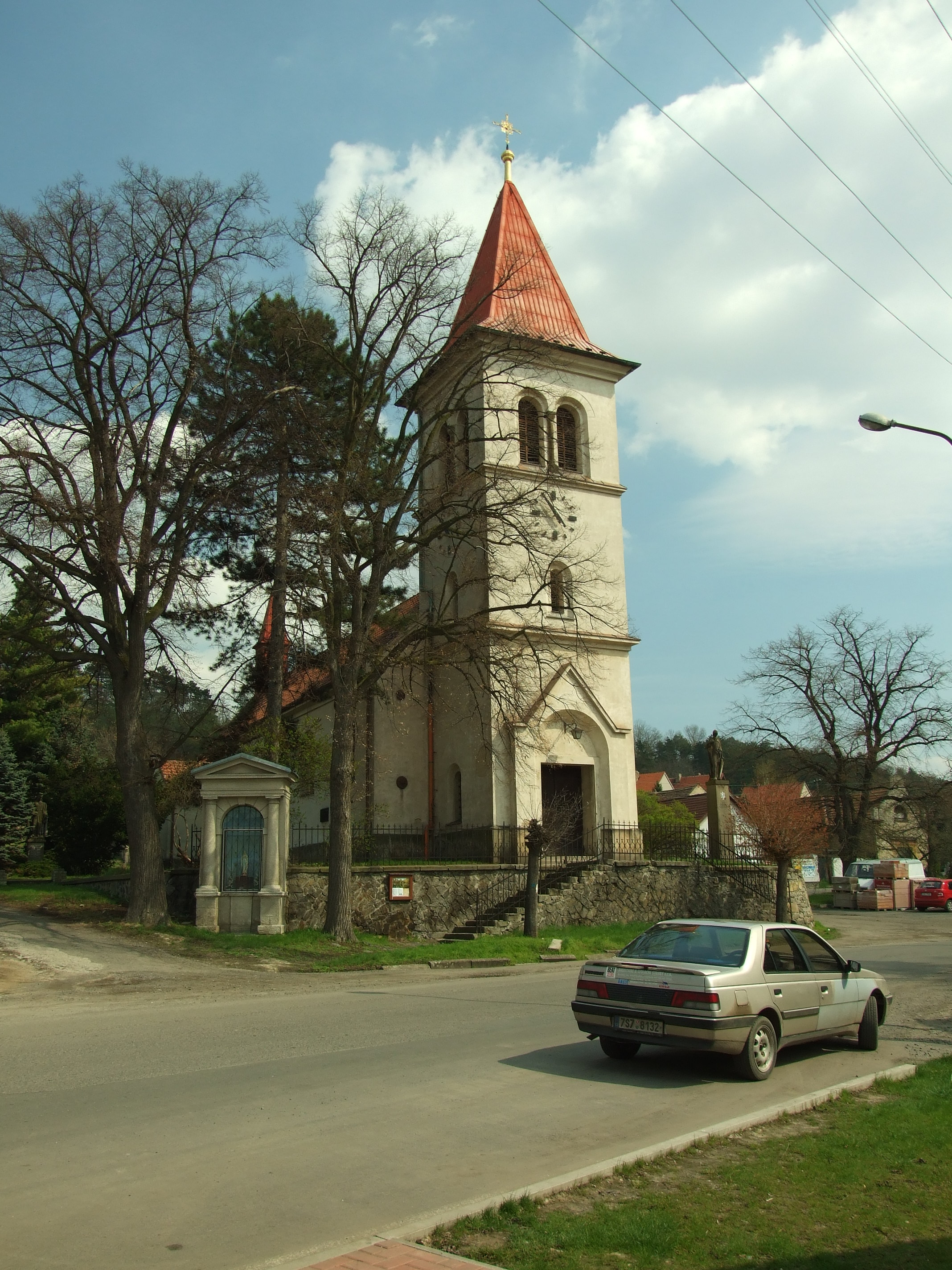
Kostel sv. Petra a Pavla
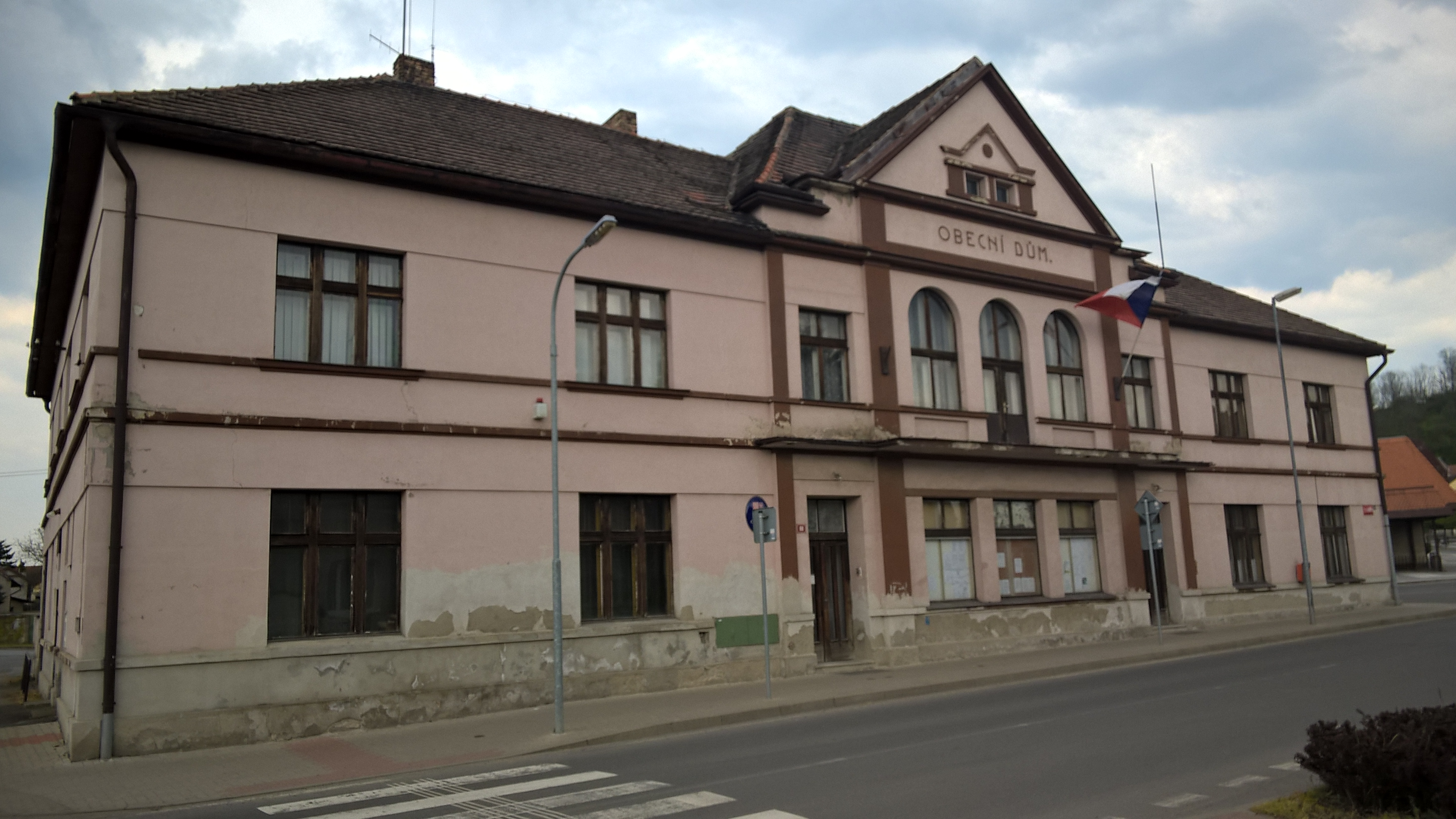
Obecní dům
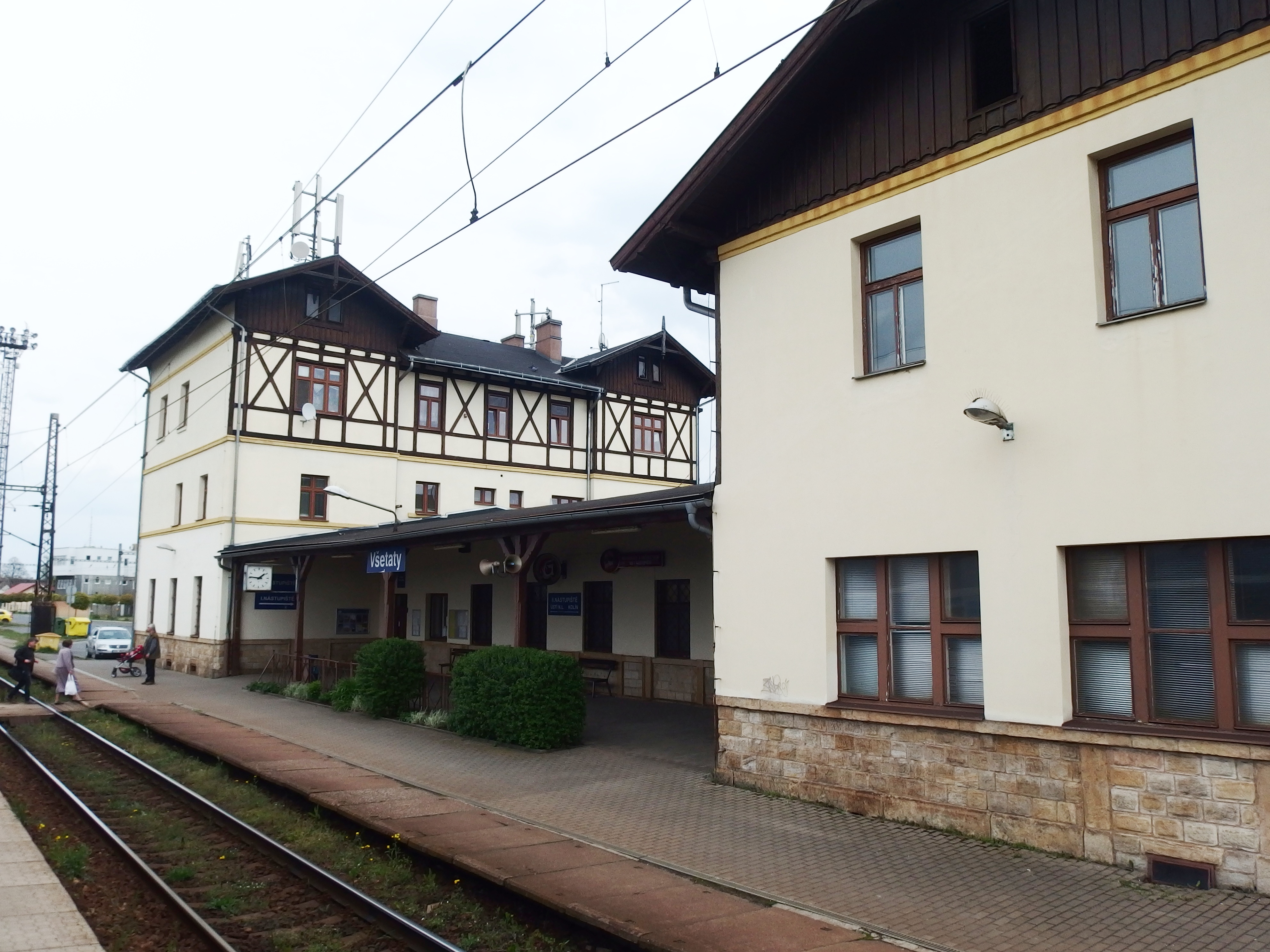
Nádraží

## Doprava
Dopravní síť
- Pozemní komunikace – Obcí prochází silnice II/244 Líbeznice - Kostelec nad Labem - Všetaty - Byšice.
- Železnice – Městys Všetaty je železniční křižovatkou tratí Praha – Turnov a Lysá nad Labem – Ústí nad Labem. Tratě se stýkají v odbočné železniční stanici  Všetaty. Trať Praha - Turnov je jednokolejná celostátní trať, doprava byla v tomto úseku trati zahájena roku 1865. Trať Lysá nad Labem - Mělník - Litoměřice - Ústí nad Labem západ je dvoukolejná elektrizovaná celostátní trať zařazená do evropského železničního systému, doprava na ní byla zahájena roku 1874.

Veřejná doprava 2023
- Autobusová doprava – V obci mají zastávky autobusové linky jedoucí do těchto cílů: Brandýs nad Labem-Stará Boleslav (pracovní dny), Kostelec nad Labem (pracovní dny), Mělník (pracovní dny), Mšeno (denně), Neratovice (pracovní dny).
- Železniční doprava – Po trati Praha – Turnov vedou linky S3 a R21 (Praha-Masarykovo nádraží/Praha hl. n. - Mladá Boleslav) v rámci pražského systému Esko. Po trati 070 jezdí železniční stanicí Všetaty denně 8 párů rychlíků a 19 párů osobních vlaků, v pracovních dnech 3 spěšné vlaky tam a 4 zpátky, o víkendech jedou také dva historické rychlíky (Mšeno a zpět, Mikulášovice a zpět). Po trati Lysá nad Labem – Ústí nad Labem jezdí denně 8 párů rychlíků a 10 osobních vlaků tam a 9 zpátky, v pracovních dnech jezdí osobní vlak navíc v 7:22 do Ústí nad Labem a v 17:03 jede z Ústí nad Labem také do Mělníka osobní vlak.
- Dopravci - autobusová doprava: ČSAD Střední Čechy a.s., vlaková doprava: trať Praha-Turnov - rychlíky Arriva, osobní a spěšné vlaky ČD, historické vlaky KŽC, trať Lysá nad Labem-Ústí nad Labem - rychlíky RegioJet, osobní vlaky ČD.